# Lehtosaari (ö i Norra Österbotten, Oulunkaari, lat 65,18, long 27,64)
Lehtosaari är en ö i Finland. Den ligger i sjön Jaurakkajärvi och i kommunen Pudasjärvi i den ekonomiska regionen  Oulunkaari  och landskapet Norra Österbotten, i den centrala delen av landet, 600 km norr om huvudstaden Helsingfors. Öns area är 14,9 hektar och dess största längd är 0,6 kilometer i nord-sydlig riktning.